# Todd Eldredge
Todd James Eldredge (ur. 28 sierpnia 1971 w Chatham) – amerykański łyżwiarz figurowy. Zaczął jeździć na łyżwach w wieku pięciu lat. Wybierając pomiędzy hokejem a łyżwiarstwem figurowym, zdecydował się na to ostatnie ze względu na skoki i piruety. W 1988 roku Eldredge został mistrzem świata juniorów, a później odnosił liczne sukcesy również na zawodach seniorskich. Wielokrotnie stawał na podium mistrzostw świata: w 1991 i 2001 roku był trzeci, a w 1995, 1997 i 1998 roku był drugi. Wygrał raz w 1996 roku. Jego ostatnim startem w zawodach amatorskich był występ na Igrzyskach Olimpijskich w 2002 roku w Salt Lake City, gdzie zajął 6 miejsce.

## Nagrody i odznaczenia
- Amerykańska Galeria Sławy Łyżwiarstwa Figurowego – 2008[1]